# Omans historia

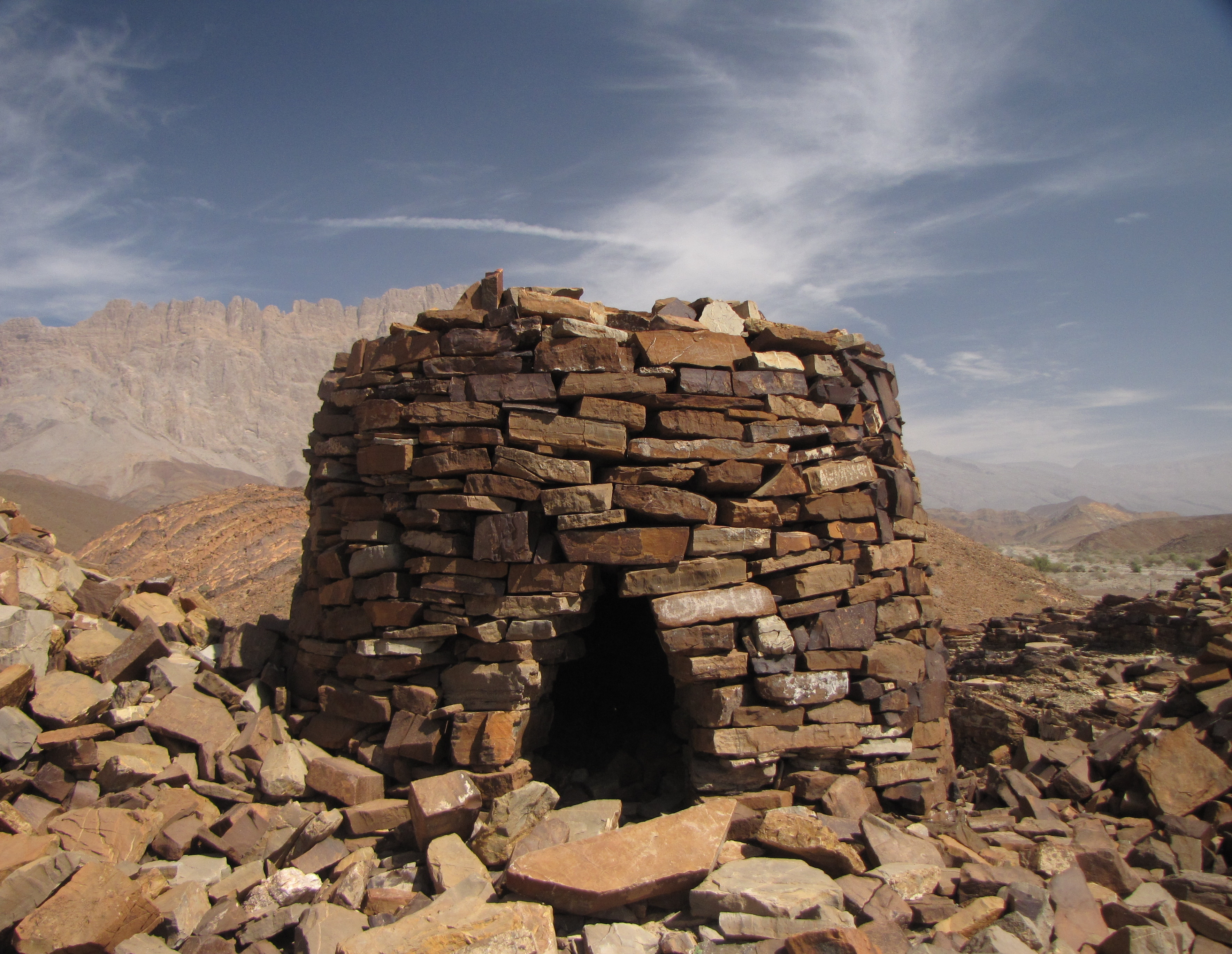
Världsarvet al-Ayn.

Omans historia sträcker sig minst tillbaka till 2000-talet f.Kr. Med början år 630 islamiserades Oman. Samhället levde relativt gott på handel, sjöfart och pärlfiske. År 1507 togs den viktigaste hamnstaden, Muskat, av portugiserna som fördrevs från Oman 1650. Runt 1749 valdes Ahmad ibn Said  till imam och han grundade Al Bu Said-dynastin-dynastin, som fortfarande styr Oman idag. Under Said ibn Sultans styre 1806–1856 var Oman som störst med bland annat Zanzibar som blev centrum för kryddodling och slavhandel, men 1860 förlorades de afrikanska besittningarna. Därefter följde en orolig tid med uppror och strider som fick sitt slut i och med att  Said ibn Taymur 1970 avsattes av sin son Qabus ibn Said, som utbildats i väst. Qabus inledde en modernisering av Oman, dock utan demokratisering.

## Förhistoria
Arkeologiska fynd visar på bosättningar under 2000-talet f.Kr. med torn, bevattningssystem och nekropoler. Oman anses ofta var landet med Magan som omtalas i sumeriska skrifter från samma tid. Sumererna importerade koppar från Wadi Jizzi som ligger i inlandet från Suhar räknat. En lertavla från Ur berättas om 20 ton koppar som kommer från Magan. Under första årtusendet före Kristus övergavs de omanska koppargruvorna. Istället användes handelsvägarna som använts till kopparn för karavaner med guld, karneol, kryddor, djurhudar och olja. Ett nytt bevattningssystem, falaj, ledde till större tillgång på mat och befolkningstillväxt runt Hajarbergen. I Dhofar kan man spåra framställning och handel med rökelse till 1000 f.Kr.
På 300-talet f.Kr. och framåt tillhörde området Hadramawt. Under 200-talet e.Kr. delades området upp mellan himyarernas rike i söder och det sasanidiska Iran.

## 639-1856
Islam spred sig längst det etablerade karavanrutterna på Arabiska halvön och general Amr Ibn al-As sändes till Suhar som ligger vid den omanska kusten. Som ett resultat islamiserades Oman med början år 630 och bildade ett eget imamat. Under de första årtiondena anslöt sig de omanska stammarna till den ibadiska skolan som skiljer sig från shia och sunni. Flera moskéer i Oman som ligger längs de förislamska rutterna hävdas vara ifrån tiden för Omans islamisering, under profeten Muhammeds livstid.
Samhället levde relativt gott på handel, sjöfart och pärlfiske. Suhar var den största staden i området på 1100-talet  och omanska sjömän seglade ända till Kina. 1507 erövrade portugiserna Muskat, men de fördrevs därifrån och från resten av Oman 1650. Muskat var centrum i ett självständigt område och erövrade från slutet av 1600-talet och i början av 1700-talet tidigare portugisiska besittningar i Östafrika. Runt 1749 valdes Ahmad ibn Said till imam och han grundade Al Bu Said-dynastin, som fortfarande styr Oman idag. Imam Said ibn Ahmad flyttade huvudstaden runt 1790 från ar-Rustaq i det inre av landet till Muskat.
Under Said ibn Sultans styre 1806–1856 var Oman som störst med bland annat Zanzibar, där man började odla kryddnejlikor och under den tiden blev Dhofar en del av Oman. På 1830-talet flyttade Said ibn Sultan sitt högkvarter till Zanzibar där är han införde odling av kryddnejlika, Odlingen sköttes araber med slavar från det afrikanska fastlandet och Zanzibar blev samtidigt en stor slavmarknad och centrum för den indiskoceanska slavhandeln. Fyra år efter Saids död övertogs kontrollen av hans afrikanska välde av en av hans söner, och 1860 förklarades ön som självständig från Oman.

## Sent 1800-tal–2000-tal

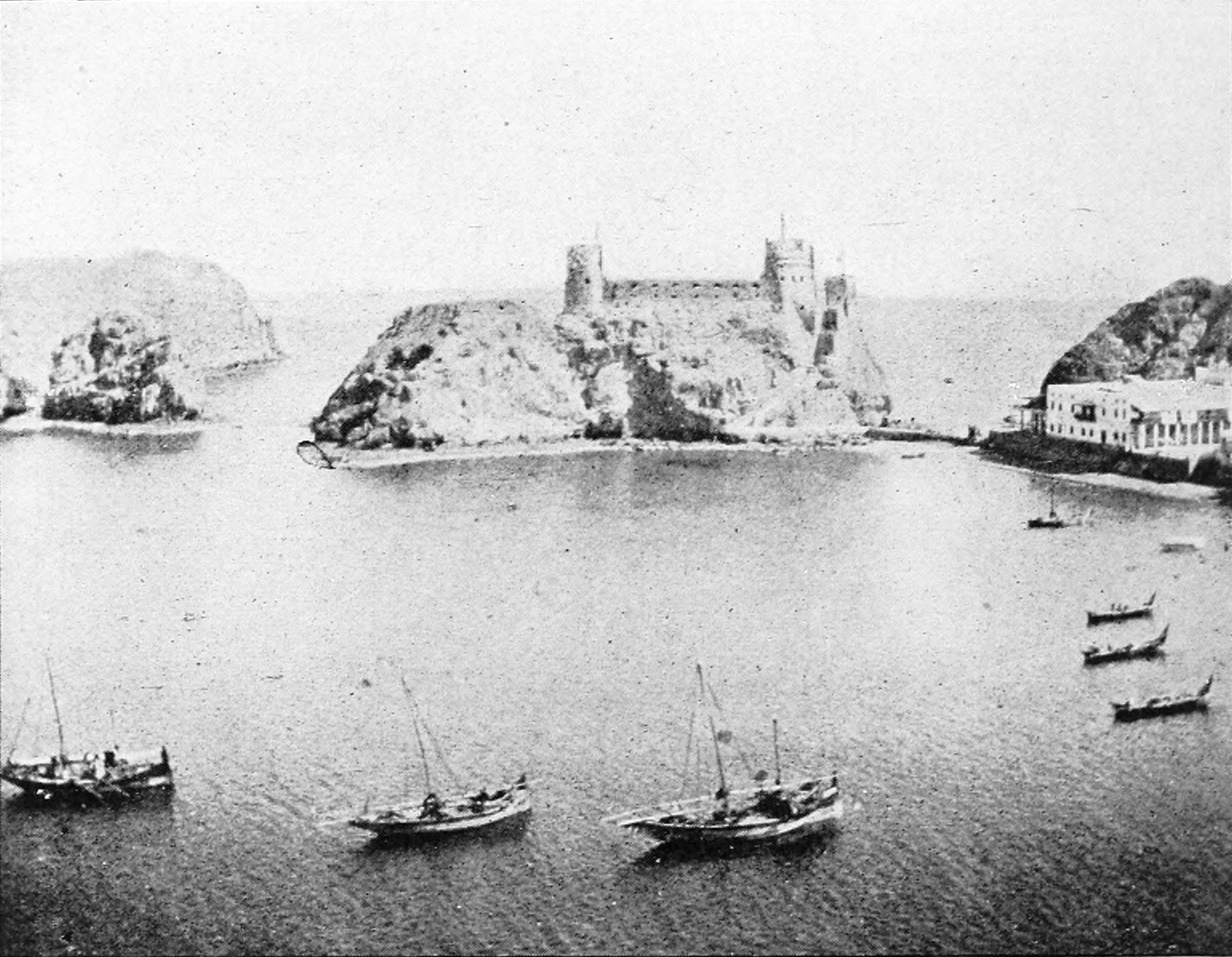
Muskats hamn 1903

Imamatet erövrade Muskat 1868. Sultanantet återuppstod med brittisk hjälp. Uppror och strider följde mellan Muskat och det inre delarna av Oman, tills fred slöts 1920. 1951 blev Oman blev formellt fritt, som Muskat och Oman. Slaveriet avskaffades 1952. 1954 utbröt strider igen efter imamens död sedan sultanen inte lyckat bli vald till imam och den nye imamen försökte upprätta ett separat imamat. Med brittisk hjälp fick sultan Said ibn Taymur 1959 kontroll över hela landet, och imamatet försvann vilket ledde till protester i arabvärlden som tog upp frågan i FN.
År 1965 bröt ett allvarligt uppror ut i Dhofar som slogs ned 1975 med hjälp av brittiska, jordanska och iranska trupper. År 1970 avsattes Said ibn Taymur av sin son Qabus ibn Said, som utbildats i väst, genom statskuppen i Oman 1970. Quabus inledde en modernisering av Oman - slaveriet förbjöds, ett modernt skolsystem infördes och kvinnor fick rätt att utbilda sig och arbeta - dock utan demokratisering. År 1981 grundade Oman tillsammans med Saudiarabien, Bahrain, Förenade Arabemiraten, Kuwait och Qatar Gulfstaternas samarbetsråd, GCC. I samband med den arabiska våren 2011 utbröt också oroligheter i Oman. Demonstranter krävde jobb och politiska reformer. Sultan Qabus utfärdade omgående löften för att gå demonstranterna till mötes. Omans sultan Qaboos bin Said dog vid 79 års ålder i januari 2020. Han hade suttit vid makten i 50 år. Han hade regerat längst i arabvärlden.